# Julius Meimberg
Julius Meimberg (* 11. Januar 1917 in Münster; † 17. Januar 2012 ebenda) war im Zweiten Weltkrieg ein deutscher Jagdflieger und nach dem Krieg Erfinder sowie Buchautor.

## Jugend
Julius Meimberg wurde als jüngstes von sechs Kindern eines Kaufmanns in Münster geboren. Er betrieb bereits als Jugendlicher den Segelflug innerhalb der Flieger-HJ und legte in seiner Heimatstadt Münster die Abiturprüfung ab.
1937 trat er als Offiziersanwärter in die Luftwaffe ein und wurde zum Luftfahrzeugführer ausgebildet.
Zu Beginn des Zweiten Weltkrieges kam er zur Ausbildung am Flugplatz Schleißheim, flog dort He 51 und Bf 109 B  und wurde zum 6. Dezember zum Jagdgeschwader 2 nach Zerbst versetzt.

## Zweiter Weltkrieg
Er hatte am 15. Mai 1940 (dem sechsten Tag des Westfeldzuges) über Belgien seinen ersten Kampfeinsatz, schoss am 19. Mai das erste gegnerische Flugzeug ab und kämpfte über Frankreich und später in der Luftschlacht um England.
Vom 15. April 1941 bis zu seiner Verwundung am 24. Juli 1941 war er Staffelkapitän der 3./Jagdgeschwaders 2 „Richthofen“. Ab Mitte November 1941 flog er Einsätze im Afrikafeldzug.
Nach einem Fallschirmabsprung aus seiner brennenden Messerschmitt Bf 109 in der Nähe von Tunis trug er schwere und teilweise bleibende Verbrennungen davon.
Gegen Ende des Krieges flog er in der Reichsverteidigung im Jagdgeschwader 53 und wurde Kommandeur der II. Gruppe.
Nach eigener Beschreibung war er am 24. September 1944 beim Flugzeugabschuss über Neuleiningen der Pilot, der die Douglas C-47 des RAF Transport Commands mit der Kennzeichnung KG653 beschoss. Nach dem Beschuss leitete der Pilot der C-47 ein Flugmanöver ein, bei dem der rechte Flügel abbrach und die Maschine abstürzte. Dabei starben alle 23 Insassen.
Er und rund 60 Kameraden versteckten sich ab dem 28. April 1945 im Sachsenrieder Forst bei Kaufbeuren in einem selbstgebauten Zeltlager. Am 1. Juni 1945 wurde er aus dem US-Entlassungslager Biessenhofen entlassen. Am Kriegsende war er Major, Träger des Ritterkreuzes des Eisernen Kreuzes und hatte 59 Luftsiege erzielt.

## Nachkriegszeit
In der Nachkriegszeit entwarf Meimberg ein Verfahren für die Textilproduktion, das das Open-End- oder Rotorspinnverfahren verbesserte. Ein Maschinenmodell steht seit 1993 im Deutschen Museum in München.
Fliegerisch wurde Julius Meimberg im privaten Bereich wieder aktiv, u. a. war er über lange Zeit Vorsitzender des Luftsportvereines Motorflug Münster.

## Auszeichnungen
- Eisernes Kreuz II. und I. Klasse
- Ehrenpokal für besondere Leistung im Luftkrieg am 23. August 1943
- Deutsches Kreuz in Gold am 29. Oktober 1942
- Ritterkreuz des Eisernen Kreuzes am 24. Oktober 1944
- Rudolf-Diesel-Medaille im Jahre 2001

## Veröffentlichungen
- Feindberührung: Erinnerungen 1939–1945. NeunundzwanzigSechs Verlag, Moosburg 2002, ISBN 978-3-9807935-1-3